# Ulica Szwedzka w Krakowie
Ulica Szwedzka – ulica w Krakowie, biegnąca przez dzielnicę VIII Dębniki od skrzyżowania z ulicą Tyniecką, aż po jej ślepe zakończenie na Osiedlu Podwawelskim.
Ulica powstała w latach 1884–1894 jako droga rokadowa austriackich umocnień II obszaru warownego Twierdzy Kraków. W jej biegu znajdowały się trzy bramy: pierwsza przy ul. Tynieckiej, druga (brama Zakrzowska) - przy ul. Twardowskiego, oraz trzecia przy ul. Dworskiej. Przez ostatnią z nich biegły tory do kamieniołomu w Skałkach Twardowskiego. Gdy fortyfikacje straciły na znaczeniu na początku XX wieku, droga wojskowa stała się ulicą miejską. W 1912 nadano jej nazwę ul. Szwedzkiej – prawdopodobnie na pamiątkę szwedzkich okopów, które zbudowali Szwedzi na Dębnikach w 1657.
W latach 30. i 40. XX wieku na początkowym odcinku ulicy po jej nieparzystej stronie powstało Osiedle Legionowe.
Ulica Szwedzka od jej powstania była jedną z ważniejszych ulic tej części miasta. Utraciła na znaczeniu po powstaniu w latach 70. XX wieku ul. Monte Cassino.

## Obiekty zabytkowe
Do rejestru zabytków wpisane są następujące obiekty przy ul. Szwedzkiej:
- willa z początku XX wieku, ul. Szwedzka 44, nr rej.: A-605 z 5.03.1981
- dawna rogatka z ok. 1910, ul. Twardowskiego 45 na rogu z ul. Szwedzką, nr rej.: A-756 z 7.07.1988

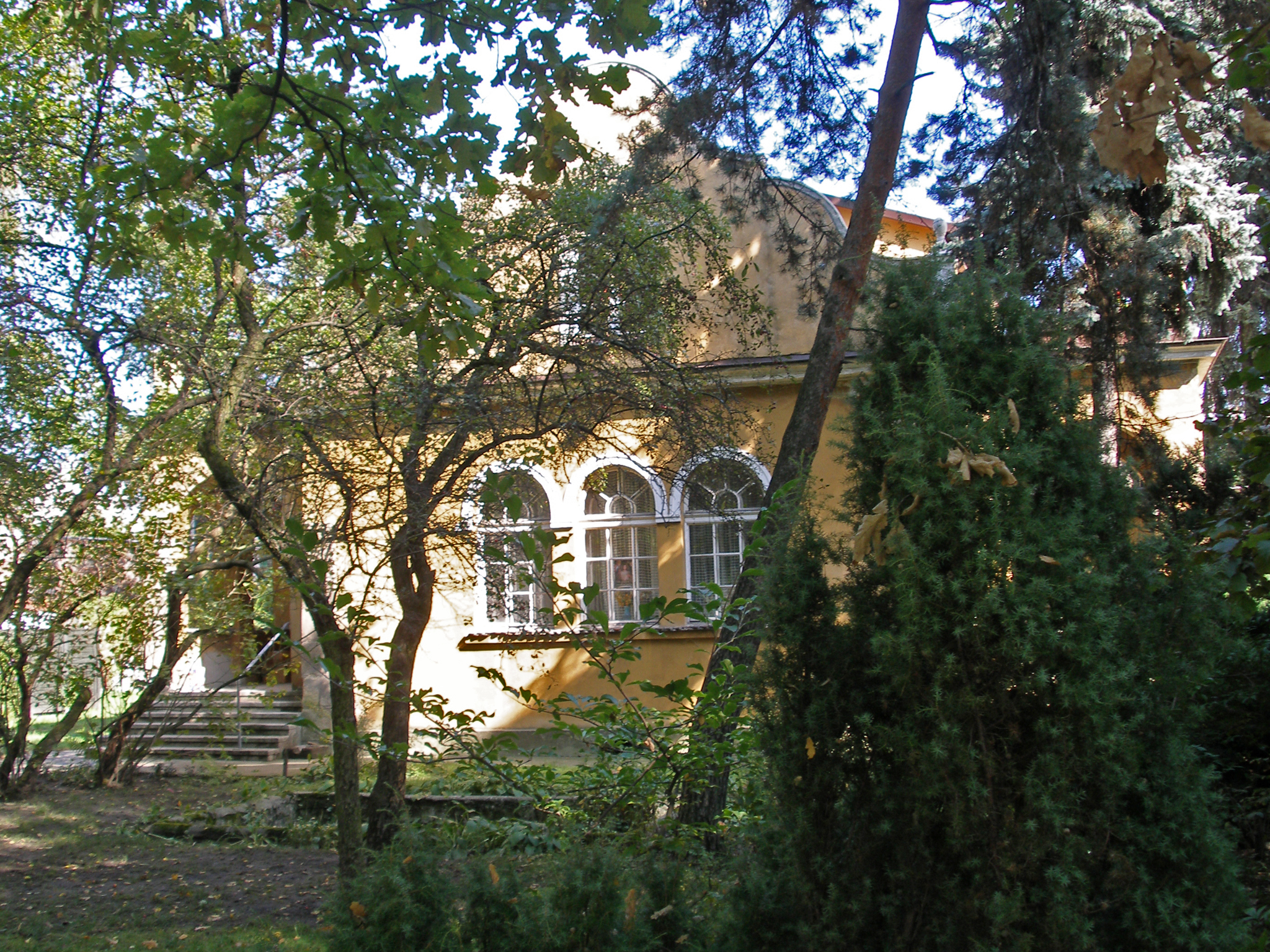
Willa, ul. Szwedzka 44
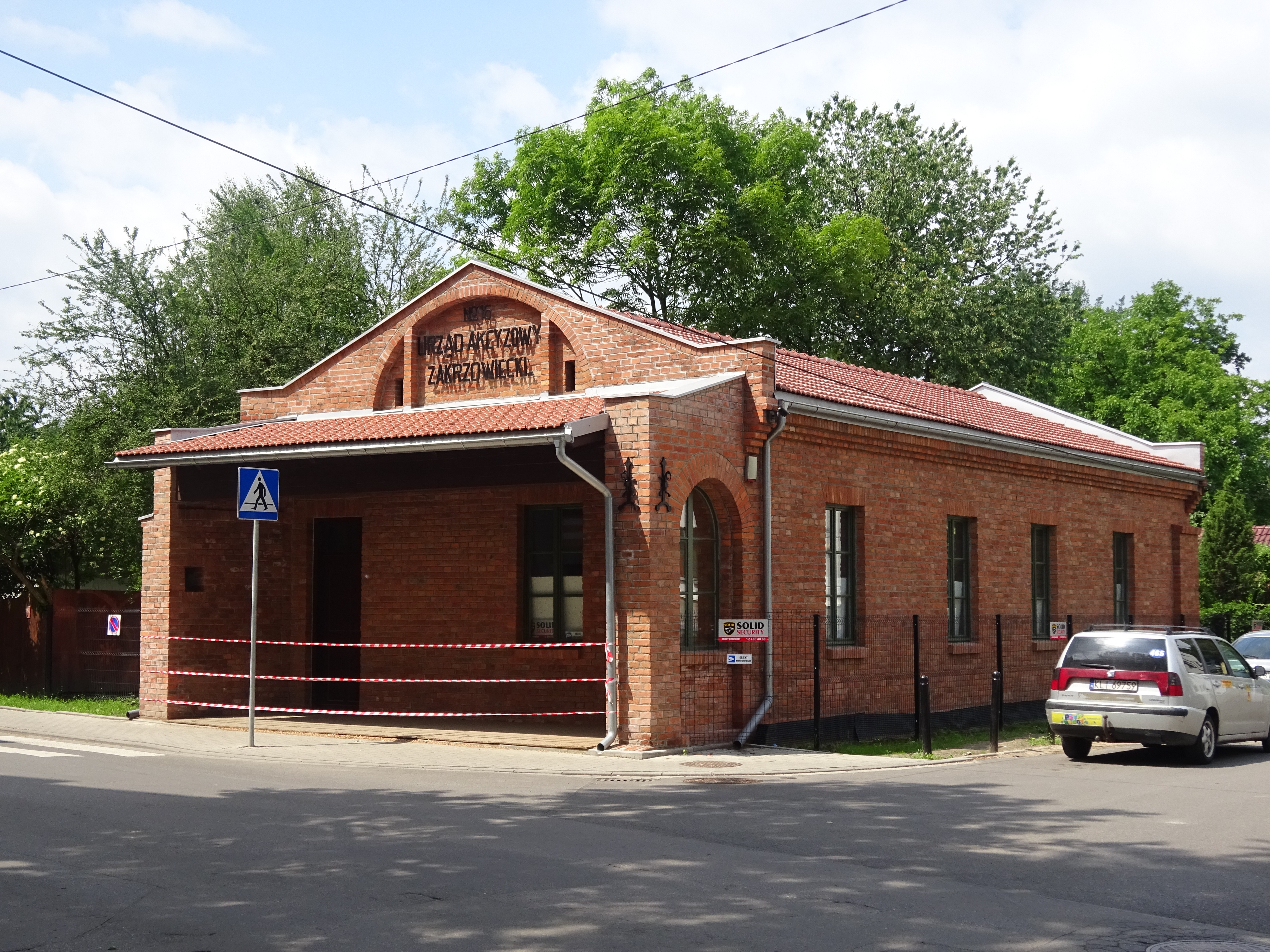
Dawna rogatka zakrzowiecka, ul. Twardowskiego 45 na rogu z ul. Szwedzką